# Regresión semiparamétrica
En estadística, la regresión semiparamétrica es una regresión que combina modelos paramétricos y no paramétricos. Se utiliza a menudo en situaciones en las que el modelo no paramétrico no puede funcionar totalmente bien, o cuando el investigador quiere usar un modelo paramétrico, pero la forma funcional con respecto a un subconjunto de los regresores o la densidad de los errores no se conoce. Los modelos de regresión paramétricos son un tipo particular del modelado semiparamétrico, ya que los modelos semiparamétricos contienen un componente paramétrico.

## Estimación
Se han propuesto y desarrollado muchos métodos de regresión semiparamétricos diferentes. Los métodos más conocidos son los modelos parcialmente lineales, índices y de coeficientes variables.

### Modelos parcialmente lineales
Un modelo parcialmente lineal está dado por:
{\displaystyle Y_{i}=X'_{i}\beta +g\left(Z_{i}\right)+u_{i},\,\quad i=1,\ldots ,n,\,}
donde {\displaystyle Y_{i}} es la variable dependiente, {\displaystyle X_{i}} y {\displaystyle Z_{i}} son {\displaystyle p\times 1} un vector de variables explicatorias, {\displaystyle \beta }  es un {\displaystyle p\times 1} vector parámetros desconocidos y {\displaystyle Z_{i}\in \operatorname {R} ^{q}}.  La parte paramétrica del modelo parcialmente lineal está dada por el vector de parámetros {\displaystyle \beta } mientras que la parte no paramétrico es la función desconocida {\displaystyle g\left(Z_{i}\right)}. Los datos se supone que es iid con {\displaystyle E\left(u_{i}|X_{i},Z_{i}\right)=0} y el modelo permite una condicionalmente heteroscedasticos proceso de error {\displaystyle E\left(u_{i}^{2}|x,z\right)=\sigma ^{2}\left(x,z\right)} forma de desconocido. Este tipo de modelo fue propuesto por Robinson (1988) y se extendió a manejar covariables categóricas de Racine y Liu (2007).
Este método se implementa mediante la obtención de un {\displaystyle {\sqrt {n}}} estimador consistente de {\displaystyle \beta } y luego derivar un estimador de {\displaystyle g\left(Z_{i}\right)} de la regresión no paramétrica de {\displaystyle Y_{i}-X'_{i}{\hat {\beta }}} en {\displaystyle z} utilizando un método de regresión no paramétrica apropiada.

### Modelos de indexación
Un modelo de índice  único toma la forma:
{\displaystyle Y=g\left(X'\beta _{0}\right)+u,\,}
donde {\displaystyle Y}, {\displaystyle X} y {\displaystyle \beta _{0}} fueron definidos anteriormente y el término de error {\displaystyle u} satisface {\displaystyle E\left(u|X\right)=0}. El modelo único índice toma su nombre de la parte paramétrica del modelo de {\displaystyle x'\beta } ue es un solo índice escalar. La parte no paramétrica es la función desconocida {\displaystyle g\left(\cdot \right)}.

#### El método de Ichimura
El método de modelo de índice único desarrollado por Ichimura (1993) es la siguiente. Tenga en cuenta la situación en la que {\displaystyle y} es continua. Dada una forma conocida para la función {\displaystyle g\left(\cdot \right)}, {\displaystyle \beta _{0}} podría ser estimado utilizando el método de mínimos cuadrados no lineales para reducir la función al mínimo.
{\displaystyle \sum _{i=1}\left(Y_{i}-g\left(X'_{i}\beta \right)\right)^{2}.}
Dado que la forma funcional de {\displaystyle g\left(\cdot \right)} no se sabe, hay que estimarla. Para un valor dado de {\displaystyle \beta } una estimación de la función
{\displaystyle G\left(X'_{i}\beta \right)=E\left(Y_{i}|X'_{i}\beta \right)=E\left[g\left(X'_{i}\beta _{o}\right)|X'_{i}\beta \right]}
usando kernel método. Ichimura (1993) propone estimar {\displaystyle g\left(X'_{i}\beta \right)} con
{\displaystyle {\hat {G}}_{-i}\left(X'_{i}\beta \right),\,}
la licencia-un-out kernel no paramétrico estimador de {\displaystyle G\left(X'_{i}\beta \right)}..

#### Estimador de Klein y Spady
Si la variable dependiente {\displaystyle y} es binaria y {\displaystyle X_{i}} and {\displaystyle u_{i}} se supone que son independientes, Klein y Spady (1993) proponen una técnica para estimar {\displaystyle \beta } utilizando métodos de máxima verosimilitud. La función de verosimilitud viene dada por:
{\displaystyle L\left(\beta \right)=\sum _{i}\left(1-Y_{i}\right)\ln \left(1-{\hat {g}}_{-i}\left(X'_{i}\beta \right)\right)+\sum _{i}Y_{i}\ln \left({\hat {g}}_{-i}\left(X'_{i}\beta \right)\right),}
donde {\displaystyle {\hat {g}}_{-i}\left(X'_{i}\beta \right)} es la licencia-un-out estimador.

## Coeficiente de Smooth / variando modelos de coeficientes
Hastie y Tibshirani (1993) proponen un modelo de coeficiente lisa dada por:
{\displaystyle Y_{i}=\alpha \left(Z_{i}\right)+X'_{i}\beta \left(Z_{i}\right)+u_{i}=\left(1+X'_{i}\right)\left({\begin{array}{c}\alpha \left(Z_{i}\right)\\\beta \left(Z_{i}\right)\end{array}}\right)+u_{i}=W'_{i}\gamma \left(Z_{i}\right)+u_{i},}
donde {\displaystyle X_{i}} is a {\displaystyle k\times 1} vector and {\displaystyle \beta \left(z\right)} es un vector de funciones suaves no especificadas de {\displaystyle z}.
{\displaystyle \gamma \left(\cdot \right)} puede ser expresado como:
{\displaystyle \gamma \left(Z_{i}\right)=\left(E\left[W_{i}W'_{i}|Z_{i}\right]\right)^{-1}E\left[W_{i}Y_{i}|Z_{i}\right].}